# Kaarle McCulloch
Kaarle McCulloch (* 20. Januar 1988 in Campbelltown) ist eine australische Radsporttrainerin und ehemalige Bahnradsportlerin. Sie wurde vier Mal Weltmeisterin.

## Sportliche Laufbahn
Von Kindesbeinen an war Kaarle McCulloch sportbegeistert; anfangs war sie aktiv in Leichtathletik. Als sie 14 war, zog ihre Familie nach Sydney, weil dort die Sportmöglichkeiten für sie und ihre Geschwister besser waren. Kaarle McCulloch besuchte dort die „Endeavour Sports High School“ und war erfolgreich als Mittelstreckenläuferin. Als sie nicht ins Nationalkader aufgenommen wurde, suchte sie eine neue Herausforderung als Triathletin, entdeckte ihre Freude am Radsport und sattelte schließlich auf Bahnradsport um.
2006 wurde Kaarle McCulloch zweifache australische Junioren-Meisterin im Sprint und im 500-m-Zeitfahren, zudem Zweite im Teamsprint sowie Dritte im Keirin. Seitdem konnte sie weitere nationale Titel sowie Podiumsplätze bei nationalen Meisterschaften und Weltcuprennen in verschiedenen Kurzzeitdisziplinen auf der Bahn erringen. 2007 siegte sie mit Kerrie Meares im Teamsprint bei den Ozeanien-Meisterschaften.
Gemeinsam mit Anna Meares wurde Kaarle McCulloch bei den Bahn-Weltmeisterschaften 2009 in Pruszków, bei der Bahn-WM 2010 im dänischen Ballerup sowie bei der WM in Apeldoorn Weltmeisterin im Teamsprint. Bei den Titelkämpfen in Dänemark stellte sie zudem gemeinsam mit Meares einen Weltrekord im Teamsprint (500 m) über 32,923 s auf. Bei den Commonwealth Games 2010 gewann sie die Goldmedaille im Teamsprint sowie die Silbermedaille im Sprint und im Zeitfahren. Anfang Februar 2011 wurde sie australische Meisterin im Teamsprint, gemeinsam mit Cassandra Kell. Bei den Bahnradsport-Weltmeisterschaften 2012 in Melbourne errang sie gemeinsam mit Meares die Silbermedaille im Teamsprint. Später im Jahr gewannen die beiden Sportlerinnen gemeinsam bei den Olympischen Spielen in London die Bronzemedaille im Teamsprint.
In den folgenden Jahren konnte McCulloch zahlreiche Siege und Erfolge feiern. Bis 2020 wurde sie 14 Mal Ozeanienmeisterin und 18 Mal nationale Meisterin. 2017, 2018 und 2020 wurde sie mit Stephanie Morton Vize-Weltmeisterin im Teamsprint, 2019 holte das Duo den WM-Titel. 2018 gewann McCulloch bei den Commonwealth Games zwei Goldmedaillen. 2019 wurde sie mit Morton Weltmeisterin im Teamsprint. Bei den Olympischen Spielen in Tokio 2021 belegte sie im Keirin Platz neun und im Sprint Platz 13. Ende 2021 beendete sie ihre Radsportlaufbahn.

## Berufliches
Im März 2022 wurde Kaarle McCulloch zur britischen Nationaltrainerin für die Kurzzeit-Sportlerinnen ernannt und folgte damit dem Deutschen Jan van Eijden in diesem Amt.

## Erfolge
2006
- Junioren-Weltmeisterschaft – 500-Meter-Zeitfahren
- Ozeanienspiele – 500-Meter-Zeitfahren, Sprint
- Australische Junioren-Meisterin – 500-Meter-Zeitfahren, Sprint

2007
- Ozeanienmeisterin – 500-Meter-Zeitfahren, Keirin, Teamsprint (mit Kerrie Meares)
- Ozeanienmeisterschaft – Sprint

2008
- Australische Meisterin – 500-Meter-Zeitfahren, Sprint, Keirin

2009
- Weltmeisterin – Teamsprint (mit Anna Meares)

2010
- Weltmeisterin – Teamsprint (mit Anna Meares)
- Commonwealth Games – Teamsprint (mit Anna Meares)
- Australische Meisterin – 500-Meter-Zeitfahren, Sprint, Keirin, Teamsprint (mit Madison Law)

2011
- Weltmeisterin – Teamsprint (mit Anna Meares)
- Bahnrad-Weltcup in Manchester – Teamsprint (mit Anna Meares)
- Bahnrad-Weltcup in Astana – Teamsprint (mit Anna Meares)
- Australische Meisterin – 500-Meter-Zeitfahren, Teamsprint (mit Cassandra Kell)

2012
- Olympische Spiele – Teamsprint (mit Anna Meares)
- Weltmeisterschaft – Teamsprint (mit Anna Meares)
- Ozeanienmeisterschaft – Keirin
- Australische Meisterin – 500-Meter-Zeitfahren

2013
- Bahnrad-Weltcup in Aguascalientes – Teamsprint (mit Stephanie Morton)
- Ozeanienmeisterin – Teamsprint (mit Stephanie Morton)
- Ozeanienmeisterschaft – Sprint
- Australische Meisterin – 500-Meter-Zeitfahren

2014
- Ozeanienmeisterin – Teamsprint (mit Stephanie Morton)
- Ozeanienmeisterschaft – Sprint

2015
- Ozeanienmeisterin – 500-Meter-Zeitfahren

2017
- Weltmeisterschaft – Teamsprint (mit Stephanie Morton)
- Ozeanienmeisterin – 500-Meter-Zeitfahren, Sprint
- Australische Meisterin – Keirin

2018
- Ozeanienmeisterin – 500-Meter-Zeitfahren, Teamsprint (mit Stephanie Morton)
- Ozeanienmeisterschaft – Sprint
- Ozeanienmeisterschaft – Keirin
- Siegerin Commonwealth Games – 500-Meter-Zeitfahren, Teamsprint (mit Stephanie Morton)
- Commonwealth Games – Keirin
- Commonwealth Games – Sprint
- Weltcup in Milton – Teamsprint (mit Stephanie Morton)
- Australische Meisterin – 500-Meter-Zeitfahren

2019
- Ozeanienmeisterin – 500-Meter-Zeitfahren, Teamsprint (mit Stephanie Morton)
- Ozeanienmeisterschaft – Sprint
- Weltmeisterin – Teamsprint (mit Stephanie Morton)
- Weltmeisterschaft – Keirin
- Weltmeisterschaft – 500-Meter-Zeitfahren
- Australische Meisterin – Teamsprint (mit Selina Ho), 500-Meter-Zeitfahren

2020
- Ozeanienmeisterin – Teamsprint (mit Stephanie Morton)
- Ozeanienmeisterschaft – Sprint
- Weltmeisterschaft – Teamsprint (mit Stephanie Morton)